# Cantone di Viriat
Il Cantone di Viriat era un cantone francese dell'arrondissement di Bourg-en-Bresse creato nel 1985 e con capoluogo Viriat.
A seguito della riforma approvata con decreto del 13 febbraio 2014, che ha avuto attuazione dopo le elezioni dipartimentali del 2015, è stato soppresso.

## Composizione
Comprendeva 6 comuni:
- Buellas
- Montcet
- Polliat
- Saint-Denis-lès-Bourg
- Vandeins
- Viriat